# Leigrijs dikbekje
Het leigrijs dikbekje (Sporophila schistacea) is een zangvogel uit de familie Thraupidae (tangaren).

## Verspreiding en leefgebied
Deze soort telt 4 ondersoorten:
- S. s. subconcolor: van zuidelijk Mexico en Belize tot Nicaragua.
- S. s. schistacea: van Costa Rica tot noordelijk Colombia.
- S. s. incerta: westelijk Colombia en Ecuador.
- S. s. longipennis: oostelijk Colombia, Venezuela, de Guyana's, amazonisch Brazilië, oostelijk Peru en noordelijk Bolivia.